# 楊門女將 (無綫電視劇)
楊門女將，香港電視廣播有限公司於1981年製作的25集古裝電視劇，監製王天林，王晶編審。

## 演員表
- 汪明荃 飾 穆桂英（楊宗保之妻）
- 湘　漪 飾 楊令婆佘賽花（令公楊業之遺孀）
- 馮寶寶 飾 楊文廣（反串，楊宗保之子）
- 夏　雨 飾 楊宗保（楊六郎延昭之子）
- 石　修 飾 江上風（丐幫幫主/楊文廣之師/西夏四王子/飛魚太子）
- 李琳琳 飾 楊延琪（楊八妹）（西夏四王子妃）
- 曾慶瑜 飾 楊延瑛（楊九妹）（西夏大太子妃）
- 關　聰 飾 李元昊（西夏大太子/飛龍太子）
- 上官玉 飾 張金定（楊大娘）（楊大郎延平之遺孀）
- 羅　蘭 飾 雲翠英（楊二娘）（楊二郎延定之遺孀）
- 鄭少萍 飾 羅素梅（楊三娘）（楊三郎延安之遺孀）
- 梅　蘭 飾 羅氏女（楊四娘）（楊四郎延輝之遺孀）
- 陳嘉儀 飾 馬賽英（楊五娘）（楊五郎延德之妻）
- 白　茵 飾 柴郡主（楊六娘）（楊六郎延昭之遺孀）
- 黃文慧 飾 杜金娥（楊七娘）（楊七郎延嗣之遺孀）
- 黃敏儀 飾 楊金花（楊文廣之妹）
- 江　毅 飾 天心大師（楊五郎延德）
- 程可為 飾 細　姐
- 韓馬利 飾 楊排風
- 文潔雲 飾 木　瓜
- 張英才 飾 皇帝趙禎（宋仁宗）
- 劉兆銘 飾 寇　準
- 藍　天 飾 王欽若
- 張國強 飾 柳　青
- 劉國誠 飾 焦廷貴
- 陳國權 飾 孟定國
- 胡美儀 飾 太子妃
- 駱應鈞 飾 耶律飛
- 黃允財 飾 西夏二王子（飛虎太子）
- 程思俊 飾 西夏三王子（飛豹太子）
- 楊盼盼 飾 西夏五公主（飛鳳公主）
- 陳有后 飾 李德明（西夏國王）
- 羅　烈 飾 天目法王（西夏國師）
- 鄭則仕 飾 一智居士
- 陳齊頌 飾 梨山聖母
- 楊澤霖 飾 令公楊業

## 重播
此劇曾於2000年11月至12月，逢星期一至五早上10:40-11:40在無線電視翡翠台重播；於2012年1月3日起，逢星期一至五早上10:00-10:30(非假期日)在無線電視翡翠台再次重播。2017年12月18日在TVB經典台重播，2018年在TVB星河頻道“好戲珍藏館”時段重播。
| 香港無綫電視翡翠台 星期一至五 10:00-10:30 早上劇集時段 | 香港無綫電視翡翠台 星期一至五 10:00-10:30 早上劇集時段 | 香港無綫電視翡翠台 星期一至五 10:00-10:30 早上劇集時段 |
| ------------------------------------------------------ | ------------------------------------------------------ | ------------------------------------------------------ |
|                                                        | 楊門女將 （2012.01.03 - 2012.04.03）                   |                                                        |
| 楊家將 （2011.12.01 - 2011.12.16）                     | 笑傲江湖 （2012.04.10 - 2012.07.04）                   |                                                        |

## 外部連結
1. <tjh0327>港劇"楊門女將"主題曲 國語版<演唱者：李佩菁>
2. <tjh0327>港劇"楊門女將"主題曲 粵語版<演唱者：汪明荃>